# Chambre des députés de Pologne
La Chambre des députés de la première république de Pologne du Parlement de Pologne-Lituanie est élue pour la première fois au Sejm de Piotrków en 1493 en tant que représentation de la noblesse élue lors des assemblées de terre.
Elle s'est réunie pour la dernière fois exactement 300 ans plus tard à la diète de Grodno en 1793, où la deuxième partition de la Pologne a été approuvée. Elle représentait la chevalerie.

## Description
Le système de la république des Deux Nations est défini comme une monarchie mixte. Les autorités étaient le monarque, l'élément aristocratique représenté par le Sénat et l'élément démocratique représenté par la Chambre des députés. La Chambre des députés, avec le roi et le Sénat, constituait le domaine délibérant.
La composition finale de la chambre a été déterminée à la suite de l'union de Lublin en 1569. La Chambre des députés était composée de 140 à 170 députés, élus en assemblées, dont 48 du grand-duché de Lituanie. Le nombre variable de députés était dû au manque de codification dans la Couronne, où chaque voïvodie envoyait le nombre habituel de députés, parfois modifié, mais qui ne correspondait pas à la proportion de la population. En Lituanie, généralement 2 députés ont été élus du comté. Les représentants des grandes villes ont également été admis, ayant des droits nobles, mais sans droit de vote (Cracovie et Vilnius, plus tard aussi Lublin, Lviv, Gdańsk et Kamieniec Podolski).
Au tribunal du Sejm, les députés sont jugés dans certains cas avec des assesseurs du Sénat.

## Composition sociale et religieuse
Les députés étaient le plus souvent des représentants de la moyenne noblesse. Les magnats, occupant généralement des fonctions supérieures liées à la dignité de sénateur, étaient privés de la possibilité d'être députés, même si les fils de magnats devenaient souvent députés, pour qui la participation aux délibérations de la chambre des députés était une bonne occasion d'acquérir une expérience politique. Dès le début du XVIIe siècle, sporadiquement, puis de plus en plus souvent, des représentants des magnats deviennent maréchaux de la chambre des députés. Aux XVIIe et XVIIIe siècles, les rangs des députés sont de plus en plus occupés par des nobles pauvres, clients de magnats ou d'envoyés étrangers.
Au temps de Sigismond II Auguste et des élections libres, la dénomination des députés n'avait pas d'importance. Cependant, déjà à la fin du long règne de Sigismond III Vasa, la majorité catholique a commencé à soulever la question de la religion comme facteur déterminant la possibilité d'exercer une fonction publique. La dernière fois qu'un infidèle est devenu le maréchal de la chambre des députés est en 1641 avec Bogusław Leszczyński. Mais, même alors, il y eut un débat houleux sur la question de savoir si un dissident pouvait être maréchal. Dans la seconde moitié du XVIIe siècle, cependant, il y avait de moins en moins d'envoyés non catholiques, même s'ils apparaissaient encore dans les premières années du règne d'Auguste II. Ils ont été exclus de siéger au Sejm par un précédent en 1718, lorsque, à la demande du clergé catholique, le député protestant Andrzej Piotrowski n'a pas été autorisé à voter lors de l'élection du président de la chambre. Cela s'est fait sans la procédure légale de déplacement (vérification du mandat) d'un député. L'exclusion formelle de la possibilité de siéger à la chambre des députés des dissidents eut lieu pendant l'interrègne après la mort d'Auguste III (1763) et fut confirmée par la constitution du Sejm de 1768.